# Прапор Демократичної Республіки Конго
Прапор Демократичної Республіки Конго — один з офіційних символів держави Демократична Республіка Конго. Прийнятий 20 лютого 2006. Нова конституція, прийнята в грудні 2005 року і яка набула чинності в лютому 2006 року, закликала повернутися до прапора, що існував в період між 1963 і 1971 роках, з переходом від більш королівського синього до небесного блакитного, який символізує мир. Червоний означає «кров мучеників країни, жовтий багатства країни; зірки — світле майбутнє для країни».

## Попередні прапори
Попередній прапор був прийнятий в 1997 році. Він схожий на прапор, який використовувався в період між 1960 і 1963 рр.. В початковому варіанті зірки зліва символізували шість провінцій Демократичної Республіки Конго, але це вже недоречно, Конго в наш час[коли?] складається з десяти незалежних провінцій і одного незалежного міста (Кіншаса). За основу даного прапора взяли прапор, який спочатку використовувався Африканською міжнародною асоціацією короля Леопольда (яка була нібито гуманітарною організацією, але функціонувала, в основному, як прикриття для експлуататорських економічних інтересів Леопольда в Конго) і вперше був піднятий в 1877 році. Оригінальний дизайн прапора нібито створив знаменитий дослідник Генрі Мортон Стенлі, макет складається із синього фону з п'ятипроменевою золотою зіркою посередині, яка символізувала «світло цивілізації» і тепер засяяла в темній Африці. Дизайн був реалізований у прапорі Вільної держави Конго, згодом визнаної офіційним володінням Леопольда II на Берлінській конференції.
Після здобуття незалежності від Бельгії 30 червня 1960 р., базова конструкція була збережена, однак були включені шість зірок, щоб символізувати шість провінцій країни у той час. Цей дизайн застосовувався з 1960 по 1963 рік.
Прапор Другої республіки Мобуту Сесе Секо став офіційним після того, як Мобуту створив свою диктатуру. Цей прапор був у використанні в 1966—1971 рр. і складалася з тих же жовтої зірки, дещо меншої, розташованої у верхньому кутку внутрішньої сторони, з червоною і жовтою смугами по діагоналі через центр. Червоний символізує кров народу, жовтий символізує процвітання, синій символізує надію а зірка була символом кожної людини.
Цей прапор був змінений після перейменування країни в Заїр в 1971 році. Прапор Заїру був створений як частина спроб повторної ре-африканізації нації і був офіційним символом, доки режим Мобуту не повалили в 1997 році.

Прапор Африканської міжнародної асоціації, а також Вільної держави Конґо(1877-1908) і Бельґійського Конґо(1908-1960)
Прапор незалежности 1960-1963
Прапор 1966-1971
Прапор Заїру(1971-1997)
Прапор 1997-2003
Прапор 2003-2006
Прапор з 2006